# جائزة موناكو الكبرى 1984
جائزة موناكو الكبرى 1984 هو سباق فورمولا 1 أقيم بتاريخ 3 يونيو 1984 في حلبة موناكو، مونت كارلو. كان السادس من أصل 16 في بطولة العالم لسباقات الفورمولا واحد موسم 1984. حلّ الفرنسي ألن بروست أولا بينما جاء البرازيلي آيرتون سينا في المركز الثاني وحصل على المركز الثالث الفرنسي رينيه أرنو.